# Newkirk
Newkirk és una ciutat dels Estats Units a l'estat d'Oklahoma. Segons el cens del 2000 tenia 2.243 habitants.

## Demografia
Segons el cens del 2000, Newkirk tenia 2.243 habitants, 928 habitatges, i 607 famílies. La densitat de població era de 666,2 habitants per km².
Dels 928 habitatges en un 30,1% hi vivien nens de menys de 18 anys, en un 50,3% hi vivien parelles casades, en un 11,7% dones solteres, i en un 34,5% no eren unitats familiars. En el 31,4% dels habitatges hi vivien persones soles el 16,6% de les quals corresponia a persones de 65 anys o més que vivien soles. El nombre mitjà de persones vivint en cada habitatge era de 2,35 i el nombre mitjà de persones que vivien en cada família era de 2,94.
Per edats la població es repartia de la següent manera: un 25% tenia menys de 18 anys, un 9% entre 18 i 24, un 24,5% entre 25 i 44, un 23,8% de 45 a 60 i un 17,8% 65 anys o més.
L'edat mediana era de 39 anys. Per cada 100 dones de 18 o més anys hi havia 92 homes.
La renda mediana per habitatge era de 27.941 $ i la renda mediana per família de 38.125 $. Els homes tenien una renda mediana de 28.984 $ mentre que les dones 19.315 $. La renda per capita de la població era de 14.971 $. Entorn de l'11% de les famílies i el 16,4% de la població estaven per davall del llindar de pobresa.

## Poblacions més properes
El següent diagrama mostra les poblacions més properes.